# Clio Pajczer
Clio Pajczer, née le 16 mars 1985 à Paris, est un mannequin, chroniqueuse de télévision et professeur de yoga français.

## Biographie

### Vie professionnelle
Née à Paris, Clio Pajczer a fréquenté l'école du cirque dès 4 ans pour y apprendre la pratique du trapèze volant. Elle entame une carrière de mannequin dès l'âge de 13 ans et pose pour Guess, fait des défilés et des photos lingerie.
Sa carrière dans les médias débute sur OMTV en 2009, sous le nom de Clio Zenden, alors qu'elle est la compagne du footballeur Boudewijn Zenden. À partir de 2012, elle devient présentatrice sur la web TV du site lephoceen.fr et consultante radio pour France Bleu Provence. Elle rejoint L'Équipe 21 en 2013 pour animer une chronique quotidienne sur la matinale de la chaîne. En janvier 2016, elle rejoint C8 en tant que chroniqueuse pour l'émission Touche pas à mon sport !  présentée par Estelle Denis,. L'émission s'est finalement arrêtée faute d'audiences en novembre 2016. En mars 2016, elle devient également membre de l'équipe de chroniqueurs de Cyril Hanouna dans l'émission Touche pas à mon poste !,
En juin 2016, elle participe à Fort Boyard. En octobre 2016, elle devient chroniqueuse dans Le Repley de la semaine, émission présentée par Guillaume Pley, sur CStar.
Elle exerce aujourd'hui l'activité de professeur de yoga et de créatrice digital.

### Télévision
- 2013-2015 : La Matinale sur L'Équipe 21.
- 2016 : Touche pas à mon sport ! sur D8 puis C8
- 2016-2017 : Touche pas à mon poste ! sur D8 puis C8
- 2016-2017 : Le Repley de la semaine sur CStar
- 2016 : Fort Boyard sur France 2.
- 2016 : L'Œuf ou la Poule ? sur D8 : participante
- 2017 : Il en pense quoi Camille ? sur C8

### Vie privée
Clio Pajczer a été la compagne du footballeur Boudewijn Zenden. Elle est mariée depuis juin 2019 à Aurélien Le Floch.

### Ouvrage
- 2017 : Yoga Time, 70 postures pour être bien au quotidien (éditions Michel Lafon)[9],[10].
- 2022 : Les Pouvoirs du Yoga, 4 semaines pour révéler votre glow (éditions Hachette).